# Utanför lagen
Utanför lagen är ett musikalbum av den svenska rockgruppen Eldkvarn, utgivet 1986.
Plura Jonsson skrev låtarna till skivan under sommaren 1985 på Hasselö i Tjusts skärgård, där han isolerade sig från sitt intensiva och nedbrytande musikerliv. Inspelningen ägde rum på hösten samma år i skivbolaget Silences studio i västra Värmland. Låten "Den som måste lämna allt" är inspelad i EMI Studio 1 i Stockholm.

## Låtlista
Alla låtar är skrivna och komponerade av Plura Jonsson. 
| Nr | Titel                           | Kompositör | Notering                                      | Längd |
| -- | ------------------------------- | ---------- | --------------------------------------------- | ----- |
| 1. | Landsortsgrabb                  |            |                                               | 3:25  |
| 2. | Utanför lagen                   |            |                                               | 4:11  |
| 3. | Barfotad                        |            |                                               | 3:47  |
| 4. | Ett hus på stranden             |            |                                               | 4:23  |
| 5. | En kärlekshistoria              |            |                                               | 4:07  |
| 6. | Det regn som faller             |            |                                               | 5:27  |
| 7. | Den som älskar måste lämna allt |            | Ljudtekniker: Björn Norén. Sång: Kajsa Grytt. | 4:03  |
| 8. | Mitt hjärta ropar ditt namn     |            |                                               | 4:21  |
| 9. | Min älskade vid kusten          |            |                                               | 4:11  |

## Medverkande
- Tony Thorén - Bas
- Peter Smoliansky - Trummor
- Henrik Cederberg - Assisterande ljudtekniker
- Anders Lind, Eldkvarn - Mixning, ljudtekniker
- Carla Jonsson - Gitarr, sång
- Fredric Holmquist - Keyboards
- Plura Jonsson - Sång, akustisk gitarr

## Listplaceringar
| Lista (1986) | Topplacering |
| ------------ | ------------ |
| Sverige      | 10           |